# ᆣ
ᆣ는 옛 한글 모음이다. ㅏ와ㅡ를 합친 글자다.
발음은 ㅏ → ㅡ 순서로 나는 것 같다. ㅢ를 ㅡ → ㅣ로 발음하는 것처럼 어떤 모음이 위로 올라가면 위 모음 → 아래 모음으로 발음한다. 그래서 치는 방법도 ㅏ → ㅡ이다.